# Saint-Martin-du-Vivier
Saint-Martin-du-Vivier is een gemeente in het Franse departement Seine-Maritime (regio Normandië). De gemeente telt 1772 inwoners (2005) en maakt deel uit van het arrondissement Rouen.

## Geografie
De oppervlakte van Saint-Martin-du-Vivier bedraagt 5,0 km², de bevolkingsdichtheid is 354,4 inwoners per km².
De onderstaande kaart toont de ligging van Saint-Martin-du-Vivier met de belangrijkste infrastructuur en aangrenzende gemeenten.

## Bezienswaardigheden
- De Église Saint-Martin

## Demografie
Onderstaande figuur toont het verloop van het inwonertal (bron: INSEE-tellingen).

## Verkeer en vervoer
In de gemeente staat het spoorstation Saint-Martin-du-Vivier.